# Stripped (Rammstein)
Stripped je bezalbový singl německé skupiny Rammstein. Byl vydán roku 1998. Jedná se o coververzi písně Stripped od skupiny Depeche Mode.
K písni byl vytvořen i videoklip. Nevystupují v něm členové kapely, ale záběry jsou z filmu z propagandistického filmu Olympia režisérky Leni Riefenstahlové k LOH 1936.
To rozvířilo diskuzi, zda jsou Rammstein nacisté (viz problematika obalu Herzeleid). Skupina se hájila, že šlo o čistě uměleckou volbu. Své názory nakonec vyjádřila v singlu Links 2-3-4 na albu Mutter.

## Seznam skladeb
- Stripped [singl version] – 04:25
- Stripped [Psilonaut mix by Johand Edlund - Tiamat] – 04:28
- Stripped [Heavy Mental mix by Charlie Clouser] – 05:12
- Stripped [Tribute to Düsseldorf mix by Charlie Clouser] – 05:10
- Stripped [FKK mix by Günter Schluz - KMFDM] – 04:35
- Multimediatrack: Wollt ihr das Bett in Flammen sehen [Live Arena, Berlín, 1. května 1996] – 04:35